# Hôtel de Beaulaincourt
L'Hôtel de Beaulaincourt est un ancien hôtel particulier, reconduit en hôtel de luxe accompagné d'un restaurant. Classé au titre des monuments historiques depuis 1974, il est situé à Béthune, dans le département du Pas-de-Calais, en France.

## Historique

### Beaulaincourt, de la construction à l'inutilité.
Au cours de la Révolution française, l'hôtel est confisqué aux propriétaires dans l'optique d'en faire un tribunal révolutionnaire.
- De 1800 à 1930, l'hôtel de Beaulaincourt devient un tribunal de première instance pour l'arrondissement de Béthune.
- De 1930 à 1970, l'hôtel particulier sert de Chambre économique à la ville.

- En 1970, Henri Pad (maire de Béthune de 1951 à 1971) transforme l'hôtel en musée des arts et traditions populaires.
- En 1994, un tribunal pour enfants s'y installe jusque 1997[2].
- En 2007, la ville y installe une salle de lecture numérique des archives municipales.

L'édifice fait l'objet d'une inscription au titre des monuments historiques à la date du 1er avril 1947 avant d'être classé en 1974 pour ses façades, ses toitures, ses trois caves voûtées d'ogives, son escalier intérieur et ses salons décorés de boiseries peintes magnifiquement conservées.

#### Beaulaincourt, l'actuel et pour l'avenir.
Devenu vétuste et trop onéreux à rénover, la municipalité convient de vendre l'hôtel à un promoteur privé en la personne de Xavier Lucas. L'objectif de ce rachat est d'aménager l'édifice en hôtel de luxe et en restaurant au cœur de Béthune. 

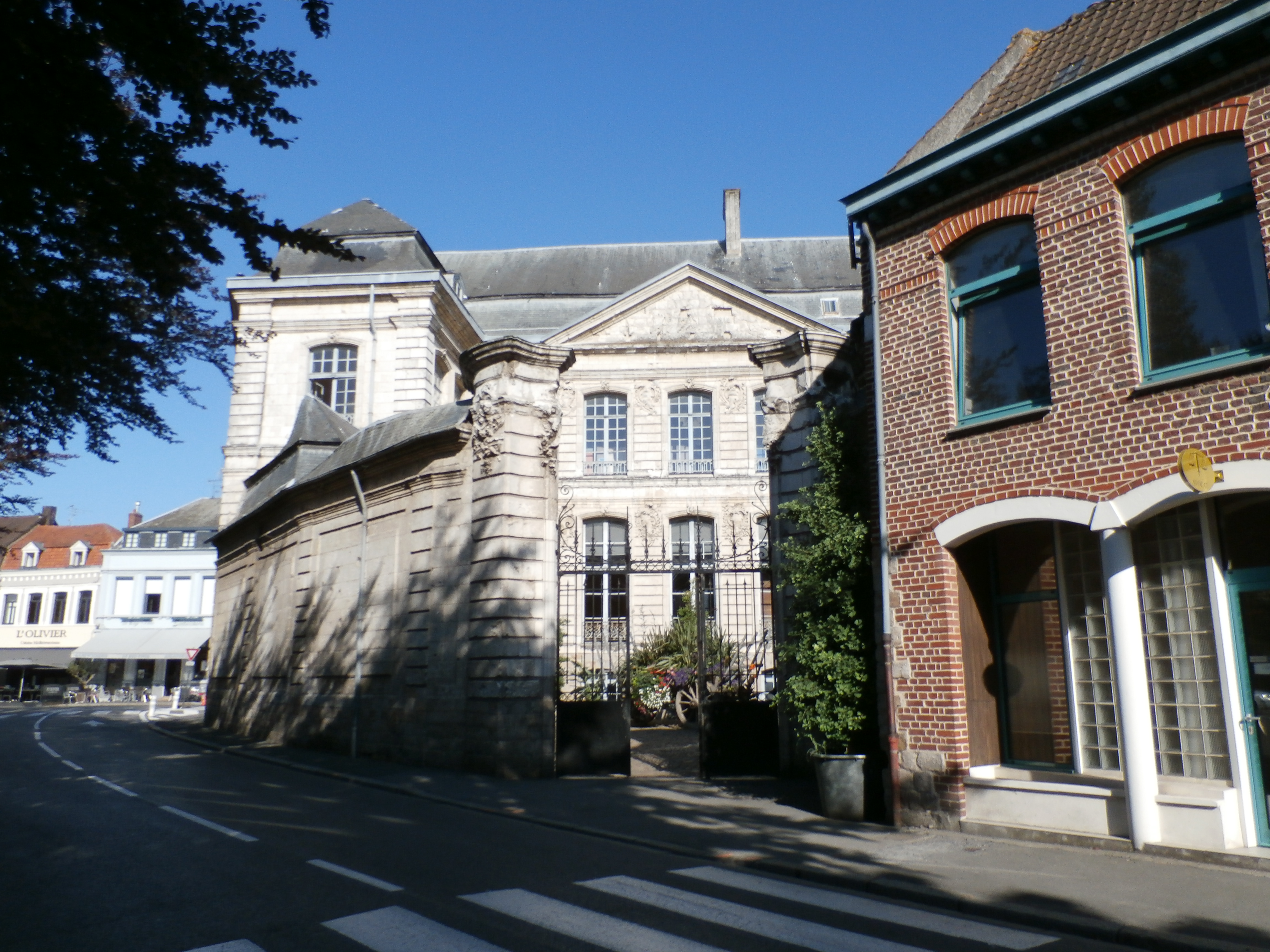
Hôtel de Beaulaincourt avant sa rénovation.

Après un accord de l'architecte des bâtiments de France, une autorisation de travaux est délivrée au promoteur en décembre 2017.
En mars 2020, un élu de l'opposition, Michel François, dénonce des irrégularités dans l'acte de vente de l'hôtel de Beaulaincourt, accusant le maire en place lors de la vente, Olivier Gacquerre.